# Incidente de Kyūjō

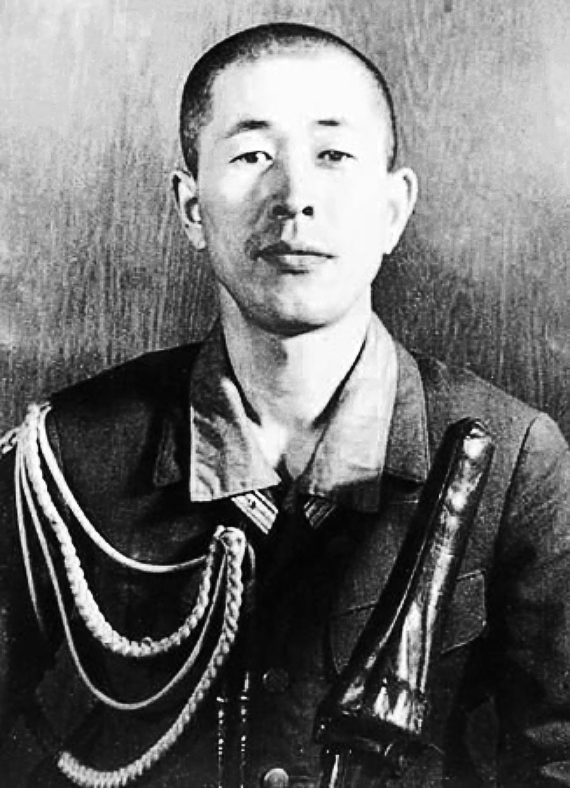
O major Kenji Hatanaka foi o líder da revolta.

O Incidente de Kyūjō (宮城事件 Kyūjō Jiken) foi uma tentantiva de golpe de estado militar no Império Japonês ocorrida na noite de 14 para 15 de agosto de 1945, poucas horas antes do anúncio da rendição do Japão aos Aliados no final da Segunda Guerra Mundial. O golpe foi perpetrado pelo Gabinete de Pessoal do Ministério da Guerra japonês e membros da Guarda Imperial para impedir a rendição.
Os oficiais sublevados mataram o tenente-general Takeshi Mori da 1.ª Divisão de Guardas Imperiais e tentaram falsificar uma ordem para ocupar o Palácio Imperial de Tóquio (Kyūjō). Tentaram colocar o Imperador sob detenção domiciliária, usando a Infantaria da 2.ª Brigada da Guarda Imperial. Não conseguiram persuadir o Exército do Distrito Oriental nem o comando do Exército Imperial Japonês para que prosseguissem com a ação. Devido a não terem conseguido convencer o restante exército  para expulsar a família imperial japonesa, os revoltosos cometeram suicídio. Em resultado, o comunicado da rendição japonesa continuou conforme previsto.

## Antecedentes

### Decisão de aceitação da Declaração de Potsdam

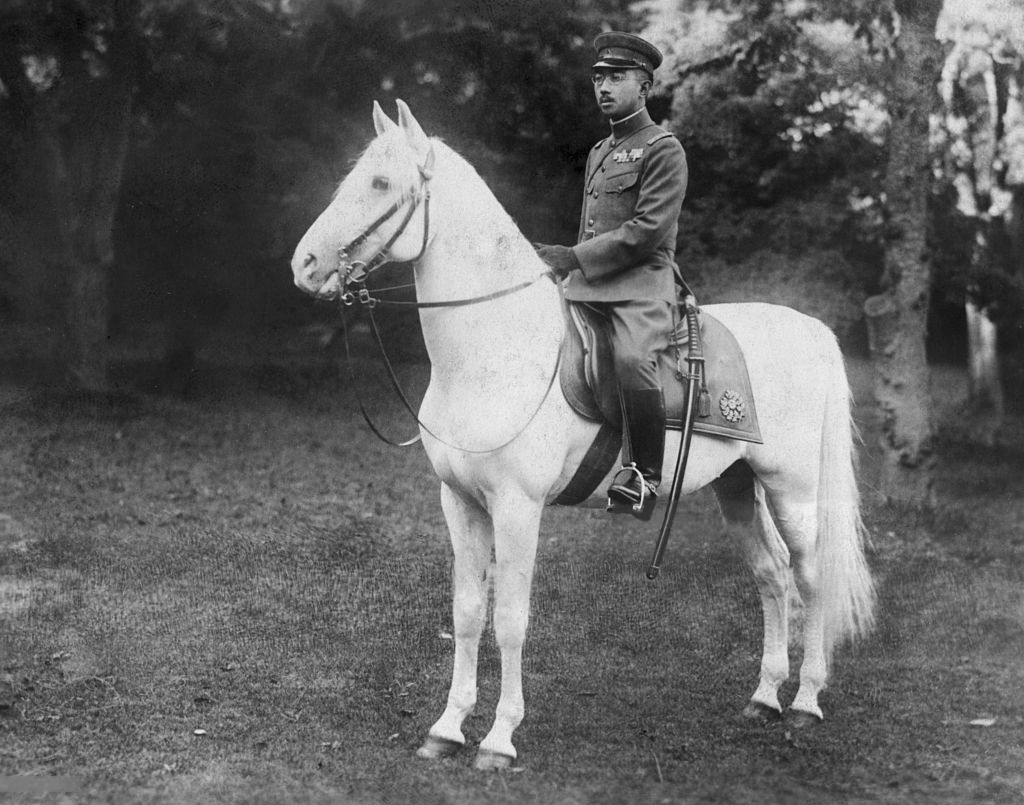
O imperador Hirohito.

Em 26 de julho (segundo o fuso horário de Berlim) de 1945, a Conferência de Potsdam emitiu uma declaração sobre os termos da rendição do Japão. Quando a Declaração de Potsdam foi recebida no Japão, o Ministro das Relações Exteriores, Shigenori Tōgō, trouxe uma cópia ao Imperador do Japão, Hirohito. Depois de rever a declaração ponto por ponto, o imperador perguntou a Tōgō se esses termos "eram os mais razoáveis de esperar dadas as circunstâncias". Tōgō disse que sim. O imperador disse: "Concordo. Em princípio, são aceitáveis". No final de julho, porém, os outros ministros não estavam prontos para aceitar a declaração.
Em 9 de agosto de 1945, o governo japonês, respondendo aos bombardeamentos atómicos de Hiroshima e Nagasaki, à declaração de guerra da União Soviética e à perda efetiva dos territórios do Pacífico e do continente asiático, decidiu aceitar a Declaração de Potsdam. No mesmo dia, o Conselho Supremo para a Direção da Guerra foi aberto perante a corte imperial japonesa. No Conselho, o Primeiro Ministro Kantarō Suzuki, o Ministro da Marinha Mitsumasa Yonai e o Ministro das Relações Exteriores Shigenori Tōgō sugeriram a Hirohito que os japoneses deveriam aceitar a Declaração de Potsdam e se render incondicionalmente.
Após o encerramento da sessão, Suzuki reuniu o Conselho Supremo para a Direção da Guerra novamente, agora como uma Conferência Imperial, da qual o Imperador Hirohito compareceu. A partir da meia-noite de 10 de agosto, a conferência reuniu-se num abrigo antiaéreo subterrâneo. Hirohito concordou com a opinião de Tōgō, resultando na aceitação da Declaração de Potsdam.

### Agitação no Exército

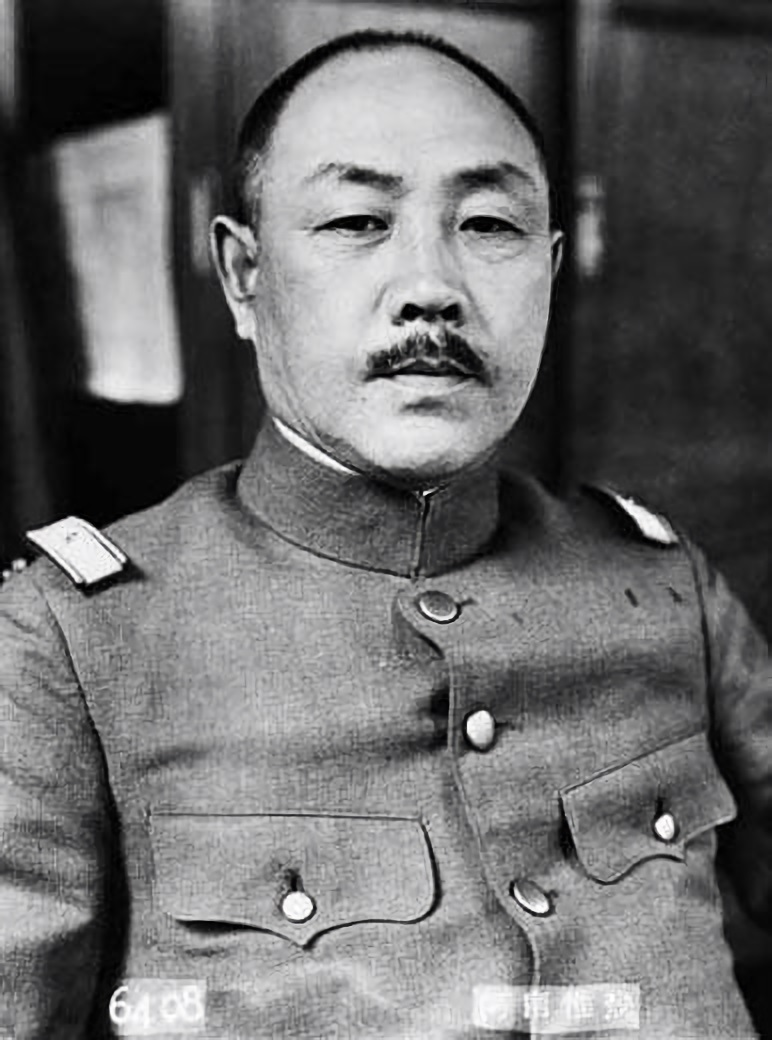
General Korechika Anami, Ministro da Guerra

O Ministério da Guerra tomou conhecimento da Declaração de Potsdam e isso provocou uma reação de muitos oficiais que tentaram continuar a resistência. Às 9 horas, na sessão realizada no Ministério da Guerra, os oficiais queixaram-se ao ministro Korechika Anami, e nem todos prestaram atenção às explicações de Anami. Já na madrugada de 12 de agosto, uma estação de rádio de São Francisco (KGEI) transmitiu a resposta dos Aliados, e foi sugerido que os Aliados tinham decidido que a autoridade de soberania do governo japonês e do Imperador seria subordinada ao Quartel-General aliado, contra o Pedido de Proteção dos Kokutai do Governo Imperial Japonês, um sistema militar de ocupação que já fora aplicado ao abolido Reich alemão. O Ministério das Relações Exteriores interpretou esta decisão como uma restrição de soberania, mas os militares japoneses interpretaram-na mais como uma forma de escravatura. A partir das 3 horas, os participantes do conselho das famílias imperiais basicamente concordaram com a rendição do Japão, mas o conselho do gabinete que era suposto ser realizado ao mesmo tempo não concordou. Além disso, o Conselho Supremo para a Direção da Guerra envolveu-se com o problema da proteção dos Kokutai. Após estes procedimentos, alguns oficiais do Exército decidiram que era necessário um golpe de Estado para a proteção dos Kokutai. Nessa altura, o grupo central destes oficiais já tinha preparado algumas tropas em Tóquio (兵力使用計画, herdeira de Shiyō Keikaku, literalmente "plano de uso da força militar"). Na noite de 12 de agosto de 1945, o major Kenji Hatanaka, juntamente com os tenentes-coronéis Masataka Ida, Masahiko Takeshita (cunhado de Anami), e Masao Inaba, e o coronel Okikatsu Arao, chefe da Secção de Assuntos Militares, falaram com o Ministro da Guerra Korechika Anami, então considerado a "figura mais poderosa no Japão além do Imperador" e pediram-lhe para fazer tudo o que pudesse para impedir a aceitação da Declaração de Potsdam. O general Anami recusou-se a dizer se ajudaria os jovens oficiais em traição. Por muito que precisassem do seu apoio, Hatanaka e os outros rebeldes decidiram que não tinham escolha a não ser continuar a planear e tentar um golpe de Estado sozinhos. Hatanaka passou grande parte do dia 13 de agosto e a manhã de 14 de agosto reunindo aliados, procurando o apoio dos superiores do Ministério, e refinando a sua trama.
Pouco depois da Conferência Imperial, na noite de 13 para 14 de agosto, na qual a rendição foi finalmente decidida, Anami teve duas conversas em que se manifestou contra a rendição. Perguntou a Yoshijirō Umezu, chefe do Estado-Maior do Exército, se "a guerra deve continuar mesmo correndo o risco de lançar um golpe de Estado", ao que Umezu concluiu: "Não há nada que possamos fazer agora a não ser cumprir a decisão do Imperador". Anami confrontou então um coronel Saburo Hayashi numa casa de banho e perguntou sobre "a possibilidade de atacar um grande comboio americano que se diz estar fora de Tóquio". Hayashi desfez a sugestão de Anami reafirmando a decisão imperial, ao mesmo tempo que observava que a presença do comboio era apenas um rumor. Finalmente, o seu cunhado tenente-coronel Masahiko Takeshita confrontou Anami, sugerindo primeiro a demissão de Anami, o que derrubaria o governo; em seguida, sugerindo que ele apoiasse o golpe. Ao primeiro, Anami notou que a queda do governo não iria parar o édito imperial, e quanto ao segundo, respondeu que desejava ir primeiro ao Ministério do Exército.

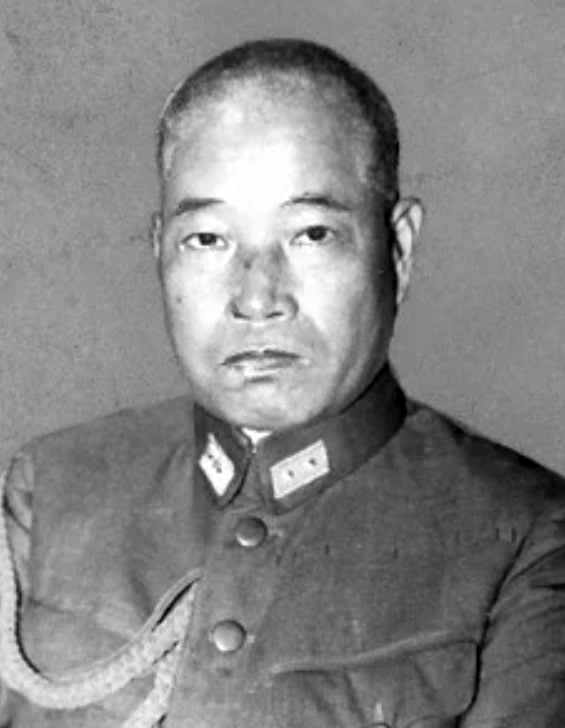
General Torashirō Kawabe, vice-líder do Estado-Maior do Exército Imperial Japonês

No Ministério do Exército, Anami anunciou o cumprimento do édito imperial. Então um grupo de oficiais superiores do exército, incluindo Anami, reuniram-se numa sala próxima. Todos os presentes estavam preocupados com a possibilidade de um golpe de Estado para evitar a rendição — alguns dos presentes podem até ter pensado em lançar um. Após um silêncio, o General Torashirō Kawabe, Subchefe do Estado-Maior do Exército Imperial Japonês, propôs que todos os oficiais superiores presentes assinassem um acordo para cumprir a ordem de rendição do imperador: "O Exército agirá de acordo com a Decisão Imperial até ao fim." Foi assinado por todos os oficiais de alto escalão presentes, incluindo Anami, Hajime Sugiyama, Yoshijirō Umezu, Kenji Doihara, Torashirō Kawabe, Masakazu Kawabe e Tadaichi Wakamatsu. Este acordo escrito pelos oficiais mais altos do Exército, além do anúncio de Anami, foi uma formidável força contra qualquer tentativa de incitar um golpe de Estado em Tóquio.

## Tentativa de golpe
Por volta das 21:30 do dia 14 de agosto, os rebeldes de Hatanaka colocaram o seu plano em marcha. O Segundo Regimento da Primeira Guarda Imperial tinha entrado no palácio, duplicando a força do batalhão já lá estacionado, presumivelmente para fornecer proteção extra contra a rebelião de Hatanaka. Mas Hatanaka, juntamente com o tenente-coronel Jirō Shiizaki, convenceu o comandante do Segundo Regimento, o Coronel Toyojirō Haga, da sua causa, dizendo-lhe (falsamente) que Anami, Umezu, e os comandantes do Exército do Distrito Oriental e das Divisões da Guarda Imperial estavam todos no plano. Hatanaka também foi ao escritório do General Shizuichi Tanaka, comandante da região oriental do exército, para tentar persuadi-lo a se juntar ao golpe. Tanaka recusou, e ordenou a Hatanaka para ir para casa. Hatanaka ignorou a ordem.
Originalmente, Hatanaka esperava simplesmente que ocupar o palácio e mostrar o início de uma rebelião inspirasse o resto do Exército a levantar-se contra o movimento de rendição. Esta noção guiou-o durante grande parte dos últimos dias e horas e deu-lhe o otimismo cego para seguir em frente com o plano, apesar de ter pouco apoio dos seus superiores. Tendo colocado todas as peças em posição, Hatanaka e os seus co-conspiradores decidiram que a Guarda tomaria o palácio às 02:00. As horas até então eram passadas em tentativas contínuas de convencer os seus superiores do Exército a juntarem-se ao golpe. Ao mesmo tempo, o General Anami suicidou-se, deixando uma mensagem onde se lia: "Eu - com a minha morte - humildemente peço desculpas ao Imperador pelo grande crime." Se o crime era perder a guerra, ou o golpe, não é claro.

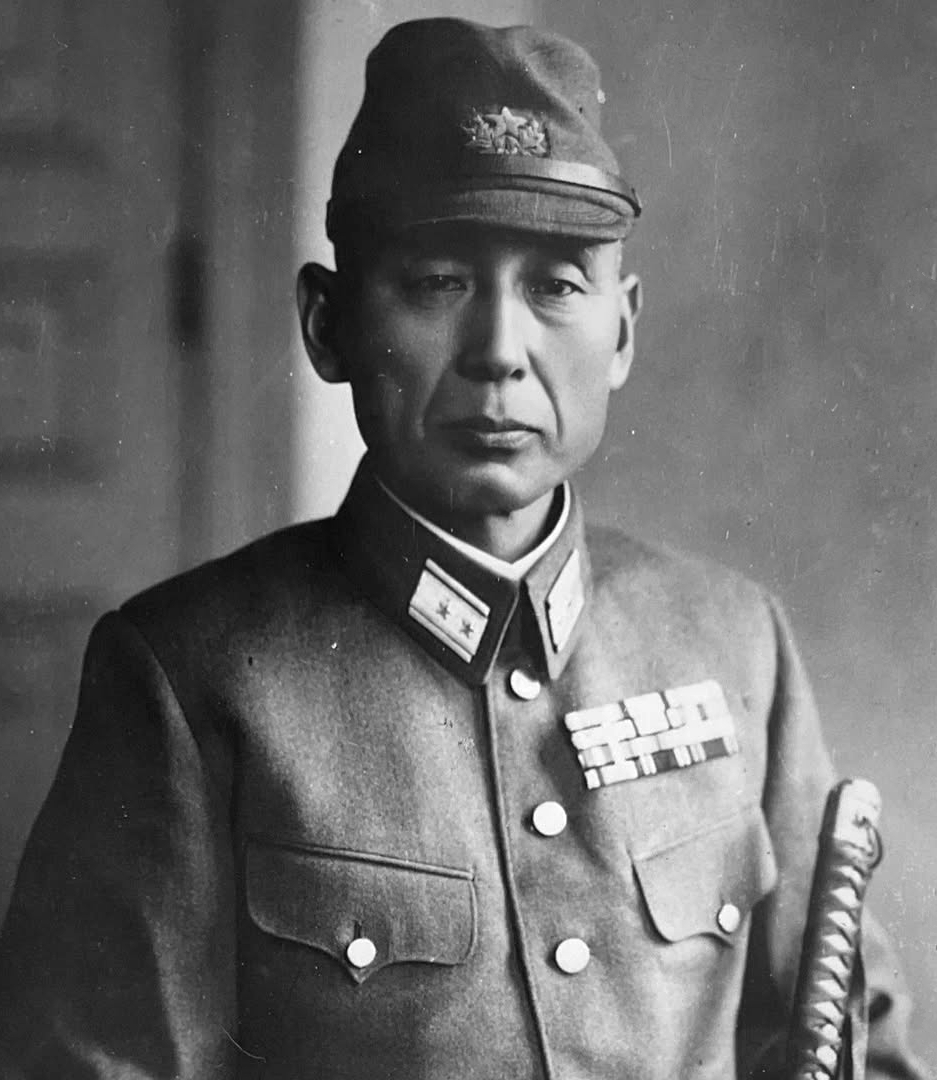
General Takeshi Mori

Pouco depois das 01:00, Hatanaka e os seus homens cercaram o palácio. Hatanaka, Shiizaki, Ida e o Capitão Shigetarō Uehara (da Academia da Força Aérea) foram ao escritório do Tenente-General Takeshi Mori pedir-lhe para se juntar ao golpe. Mori estava numa reunião com o cunhado, Michinori Shiraishi. A cooperação de Mori, como comandante da 1.ª Divisão da Guarda Imperial, foi crucial. Quando Mori se recusou a ficar do lado de Hatanaka, Hatanaka assassinou-o, temendo que Mori ordenasse aos Guardas que parassem a rebelião. Uehara matou Shiraishi. Estes foram os dois únicos assassinatos da noite. Hatanaka usou então o carimbo oficial do General Mori para autorizar a Ordem Estratégica da Divisão da Guarda Imperial n.º 584, um falso conjunto de ordens criadas pelos seus coconspiradores, o que aumentaria consideravelmente a força das forças que ocupavam o Palácio Imperial e o Ministério da Casa Imperial, e "protegeria" o imperador.
A polícia do palácio foi desarmada e todas as entradas bloqueadas. Ao longo da noite, os rebeldes de Hatanaka capturaram e detiveram dezoito pessoas, incluindo funcionários do Ministério e trabalhadores da NHK enviados para registar o discurso de rendição.

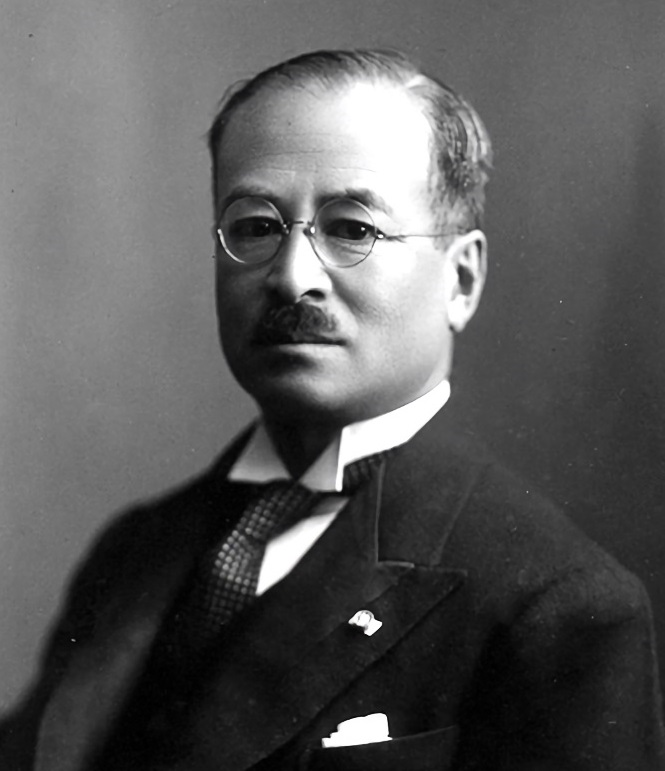
Kōichi Kido, Lorde-Guardião do Selo Privado, estava escondido com as gravações.

Os rebeldes, liderados por Hatanaka, passaram as infrutíferas horas seguintes à procura do Ministro da Casa Imperial Sōtarō Ishiwata, do Lorde-Guardião do Selo Privado Kōichi Kido, e das gravações do discurso de rendição. Os dois homens estavam escondidos no "cofre do banco", uma grande câmara debaixo do Palácio Imperial. A busca foi dificultada por um apagão em resposta aos bombardeamentos aliados, e pela organização arcaica e disposição do Ministério da Casa Imperial. Muitos dos nomes das salas eram irreconhecíveis para os rebeldes. Os rebeldes encontraram o camareiro Yoshihiro Tokugawa. Embora Hatanaka ameaçasse estripá-lo com uma espada de samurai, Tokugawa mentiu e disse-lhes que não sabia onde estavam as gravações ou os homens. Durante as suas buscas, os rebeldes cortaram quase todos os fios telefónicos, cortando as comunicações entre os seus prisioneiros no palácio e no mundo exterior. Mais ou menos na mesma altura, em Yokohama, província de Kanagawa, outro grupo de rebeldes de Hatanaka liderados pelo capitão Takeo Sasaki foi ao gabinete do Primeiro-Ministro Suzuki, com a intenção de matá-lo. Quando o encontraram vazio, dispararam contra o escritório e incendiaram o edifício e dirigiram-se para a casa dele. Hisatsune Sakomizu tinha avisado Suzuki, e escapou minutos antes dos pretensos assassinos chegarem. Depois de incendiarem a casa de Suzuki, foram à propriedade de Kiichirō Hiranuma para o assassinar. Hiranuma escapou por um portão lateral e os rebeldes queimaram a sua casa também. Suzuki passou o resto de agosto sob proteção policial, passando todas as noites numa cama diferente.
Por volta das 03:00, Hatanaka foi informado pelo Tenente-Coronel Masataka Ida que o Exército do Distrito Oriental estava a caminho do palácio para detê-lo, e que ele deveria desistir. Finalmente, vendo o seu plano desmoronar-se à sua volta, Hatanaka suplicou a Tatsuhiko Takashima, Chefe do Estado-Maior do Exército do Distrito Oriental, que lhe fosse dado pelo menos dez minutos no ar na rádio NHK, para explicar ao povo do Japão o que ele estava a tentar realizar e porquê. Foi recusado. O Coronel Haga, comandante do Segundo Regimento da Primeira Guarda Imperial, descobriu que o Exército não apoiava esta rebelião, e ordenou que Hatanaka deixasse o palácio. Pouco antes das 05:00, enquanto os rebeldes continuavam as suas buscas, o major Hatanaka foi aos estúdios da NHK, e, brandindo uma pistola, tentou desesperadamente arranjar algum tempo de antena para explicar as suas ações. Pouco mais de uma hora depois, depois de receber um telefonema do Exército do Distrito Oriental, Hatanaka finalmente desistiu. Reuniu os seus oficiais e saiu do estúdio da NHK.

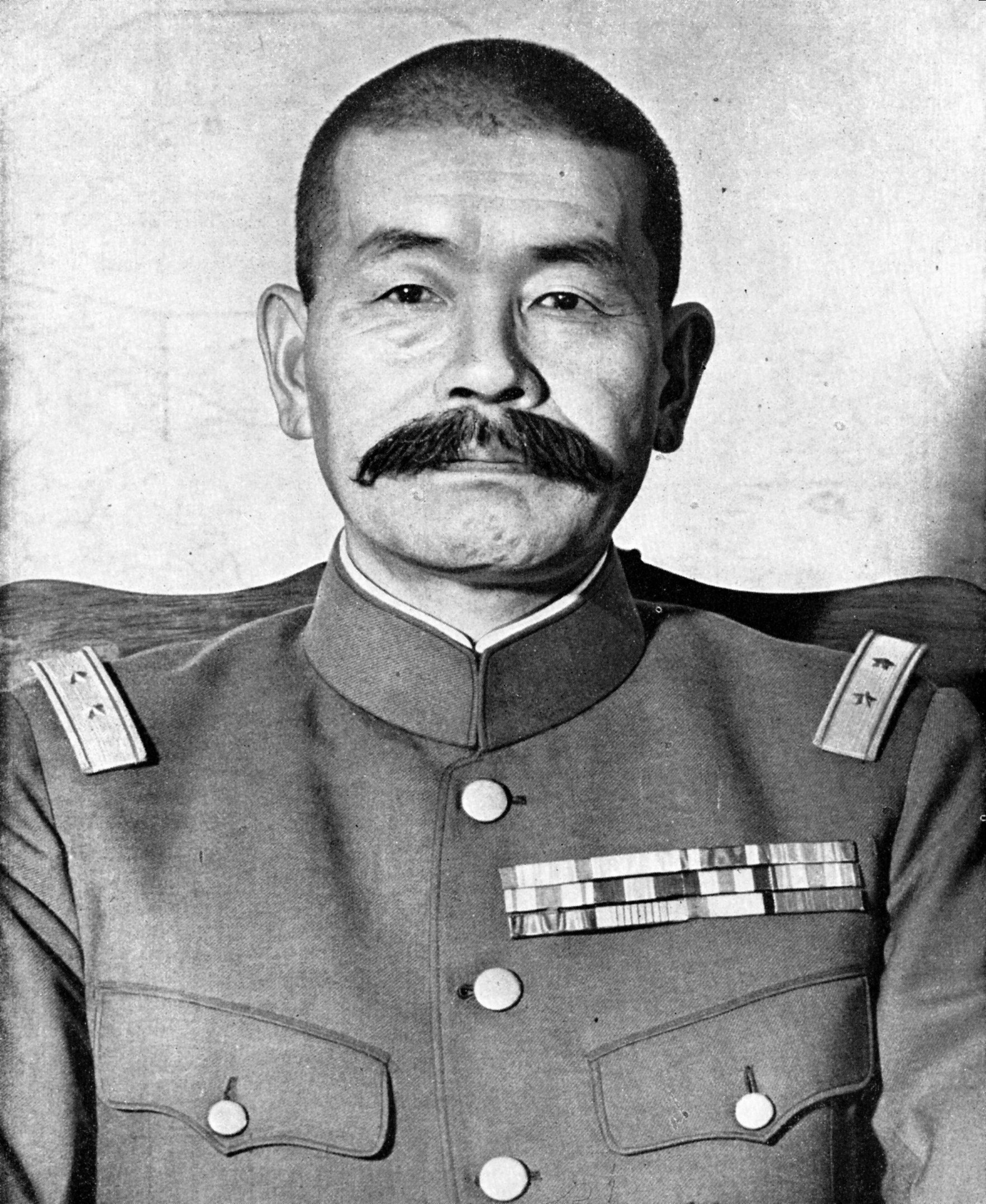
O golpe falhou quando Shizuichi Tanaka convenceu os oficiais rebeldes para irem para casa. Tanaka sucididou-se nove dias depois.

Ao amanhecer, Tanaka soube que o palácio tinha sido invadido. Foi lá e confrontou os oficiais rebeldes, confrontando-os com uma tuação contrária ao espírito do exército japonês. Convenceu-os a voltar para o quartel. Pelas 08:00, a rebelião foi totalmente desmantelada, tendo conseguido manter o recinto do palácio durante grande parte da noite, mas não conseguindo encontrar as gravações.
Hatanaka, numa moto, e Shiizaki, a cavalo, andaram pelas ruas, lançando panfletos que explicavam os seus motivos e as suas ações. Uma hora antes da emissão do imperador, por volta das 11:00 de 15 de agosto, Hatanaka colocou a pistola na cabeça e disparou. Shiizaki esfaqueou-se com um punhal, e depois atirou em si mesmo. No bolso de Hatanaka foi encontrado o seu poema de morte: "Não tenho nada a lamentar agora que as nuvens negras desapareceram do reinado do Imperador."